# Omalodes novus
Omalodes novus är en skalbaggsart som beskrevs av Sylvain Auguste de Marseul 1853. Omalodes novus ingår i släktet Omalodes och familjen stumpbaggar. Inga underarter finns listade i Catalogue of Life.